# Максимово (Московская область)
Максимово — деревня в Лотошинском районе Московской области России.
Относится к Ошейкинскому сельскому поселению, до реформы 2006 года относилась к Ошейкинскому сельскому округу. По данным Всероссийской переписи 2010 года численность постоянного населения деревни составила 18 человек (6 мужчин, 12 женщин).

## География
Расположена на правом берегу реки Ламы, примерно в 23 км к северо-востоку от районного центра — посёлка городского типа Лотошино. Ближайшие населённые пункты — деревни Клусово и Марково.

## Исторические сведения
До 1929 года входила в состав Ошейкинской волости Волоколамского уезда Московской губернии.
На плане Генерального межевания 1784 года значится как деревня Максимкова, под тем же названием (с указанием варианта «Максимово») она значится и в списке 1859 года:81.
По сведениям 1859 года в деревне было 20 дворов и проживало 180 человек (82 мужчины и 98 женщин):81, по данным на 1890 год в деревне находилось земское училище, число душ мужского пола составляло 95.
По материалам Всесоюзной переписи населения 1926 года проживало 358 человек (166 мужчины, 192 женщины), насчитывалось 77 хозяйств, имелась школа.

## Население
| 1852 | 1859 | 1926 | 2002 | 2006 | 2010 |
| ---- | ---- | ---- | ---- | ---- | ---- |
| 205  | ↘180 | ↗358 | ↘49  | ↘37  | ↘18  |